# Piteå kommunvapen

Vapnet för Piteå kommun, såsom avbildad i artikeln Piteå i Nordisk familjebok, och färglagd

Piteå kommunvapen registrerades hos Patent- och registreringsverket 1974 när den moderna kommunen hade skapats, men användes tidigare av Piteå stad.
Staden grundades 1621, och i privilegiebrevet från grundandet finns det beskrivet att bilden i stadens sigill skulle föreställa ett avhugget renhuvud. På 1600-talet och lång tid framåt räknades Piteå, liksom hela nuvarande Norrbotten, till Västerbotten. Vapnet utgör alltså en heraldisk förkortning av Västerbottens landskapsvapen med ändrade tinkturer. Tinkturerna nämndes inte i privilegiebrevet 1621 men vid Kungl. Maj:ts fastställelse av vapnet den 25 januari 1946 togs fasta på de tinkturer som redan användes av staden.

## Blasonering
Blasonering: I fält av silver ett rött avhugget renhuvud med beväring av guld, därest dylik skall komma till användning

## Vapen för tidigare kommuner inom den nuvarande kommunen
1967 lades Piteå landskommun, liksom även Hortlax landskommun och Norrfjärdens landskommun, samman med den dåvarande Piteå stad. Fyra år senare ombildades staden till den nuvarande Piteå kommun. Av de tre kommuner som lades samman med Piteå stad var det endast Piteå landskommun som hade ett vapen.

### Piteå landskommun
Piteå landskommuns vapen utformades av Svenska Kommunalheraldiska Institutet. Det fastställdes den 6 november 1952 av Kungl. Maj:t med följande blasonering: I fält av guld en sparre, åtföljd nedan av ett treblad, bägge röda. Sparren, liksom även tinkturerna rött och guld är hämtade från vapnet för drotsen och riddaren Nils Abjörnsson av Toftasläkten, som år 1327 erhöll Piteå socken i förläning och verkade för bygdens kolonisation och uppodling. Trebladet å andra sidan är hämtat från vapnet för professorn, ärkebiskopen och ordföranden vid Uppsala möte 1593, Nicolaus Olai Bothniensis, som kom från Piteå. 

Piteå landskommun (1952-1966)